# IC 1210
IC 1210 ist eine Spiralgalaxie vom Hubble-Typ Sab im Sternbild Drache am Nordsternhimmel. Sie ist schätzungsweise 139 Millionen Lichtjahre von der Milchstraße entfernt und hat einen Durchmesser von etwa 60.000 Lichtjahren.
Im selben Himmelsareal befinden sich u. a. die Galaxien NGC 6111 und NGC 6123.
Das Objekt wurde am 7. Juni 1888 von Lewis Swift entdeckt.